# Hans-Joachim Heyer
Hans-Joachim Heyer (Rehungen, 20 de abril de 1922 — Gorodok, 9 de novembro de 1942) foi um piloto de caça alemão da Luftwaffe e recebeu a Cruz de Cavaleiro da Cruz de Ferro durante a Segunda Guerra Mundial. A Cruz de Cavaleiro da Cruz de Ferro foi concedida para reconhecer a bravura extrema no campo de batalha ou liderança militar de sucesso. Foi abatido perto de Leningrado, em 9 de novembro de 1942. Ele foi condecorado postumamente com a Cruz de Cavaleiro em 25 de novembro de 1942. Durante sua carreira, ele participou de 320 missões de combate e foi creditado com 53 vitórias aéreas, todas na Frente Oriental.

## Condecorações
- Cruz de Ferro (1939)
  - 2ª classe (7 de julho de 1941)
  - 1ª classe (30 de novembro de 1941)
- Distintivo de Voo do Fronte da Luftwaffe
  - em Prata (20 de agosto de 1941)
  - em Ouro (5 de novembro de 1941)
- Distintivo de Ferido em Preto (10 de setembro de 1942)
- Troféu de Honra da Luftwaffe (20 de julho de 1942)
- Cruz Germânica em Ouro (4 de agosto de 1942)[1]
- Cruz de Cavaleiro da Cruz de Ferro (25 de novembro de 1942, postumamente) como Leutnant e piloto do III./JG 54[2]